# Roy Wesseling
Roy Wesseling (Haarlem, 25 oktober 1964) is een Nederlands voetbaltrainer.

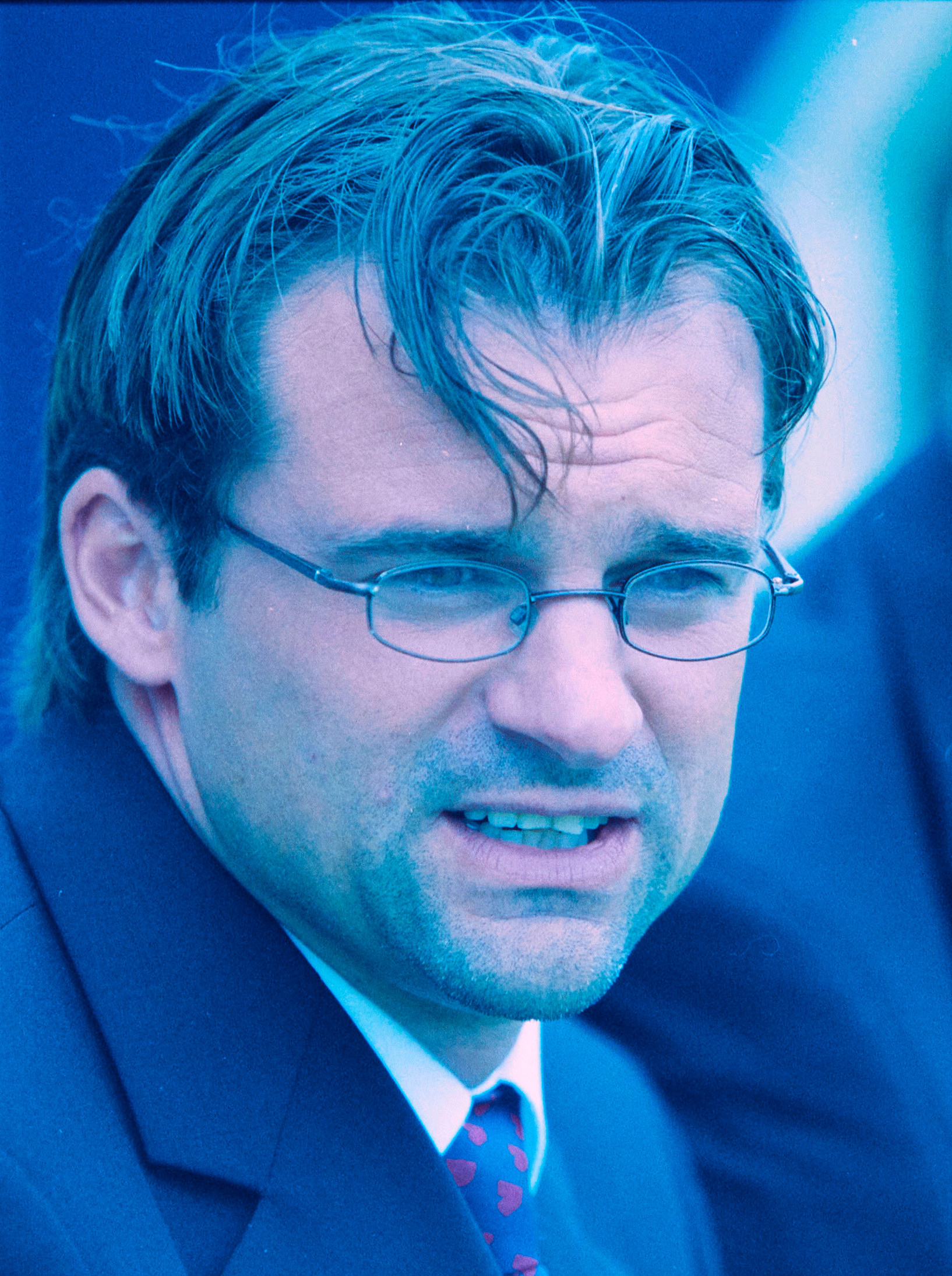
Roy Wesseling, voetbaltrainer, in 2003

Wesseling is een Nederlands voetbaltrainer die tot december 2009 actief was bij zaterdaghoofdklasser IJsselmeervogels. Aan het begin van het seizoen 2007/2008 was hij nog trainer van Jong FC Utrecht, maar die club zou hij in de winterstop verlaten om bij IJsselmeervogels aan de slag te gaan.
Wesseling, die voorafgaand aan Jong FC Utrecht trainer was van Cambuur Leeuwarden kon het tweede seizoen bij Cambuur niet afmaken omdat hij op non-actief werd gezet door het bestuur. Dit kwam doordat hij met Cambuur teleurstellende resultaten boekte. Gerrie Schouwenaar (assistent) en Wim de Ron (keepertrainer) namen de functie van Wesseling over. Hij was ook trainer van FC Haarlem (2003-2005) en de amateurs van SV Huizen (2000-2003), ADO'20 (Heemskerk, 1997-2000), Stormvogels (1996-1997). Daarvoor was Wesseling jeugdtrainer bij Haarlem (1995-1996) en trainer van de Haarlem-amateurs (1992-1995).
Wesseling kwam als voetballer uit voor Telstar (1981-1983), EDO (amateurs; 1983-1984), Haarlem (1984-1985), Haarlem (amateurs; 1985-1990) en de Koninklijke HFC uit Haarlem (1990-1991).

## Prestaties
Als trainer werd Wesseling in 2002 kampioen bij de Huizense zaterdagamateurs. Een jaar later slaagde hij er zelfs in de algehele amateurtitel in de wacht te slepen. 
Wesseling was in het betaalde voetbal als trainer minder succesvol. Met Cambuur Leeuwarden eindigde hij in het seizoen 2005/2006 op een 15e plaats in de eerste divisie. In het seizoen 2006/2007 werd zijn ploeg op blamerende wijze uitgeschakeld in de KNVB beker door hoofdklasser ASWH. De resultaten met Haarlem waren nauwelijks beter. Zowel in 2004 als 2005 werd hij 13e met die club in dezelfde divisie. In het seizoen 2006/07 -waarin hij ontslagen werd bij Cambuur- deed hij het weer slecht als trainer. Cambuur stond daardoor ook dat seizoen teleurstellend laag in de competitie.
Bij IJsselmeervogels wordt hij in 2008/09 afdelingskampioen in de Hoofdklasse B. Toch moest hij kort daarna vertrekken. Nadat eerder bekend werd dat de club na het seizoen 2009/10 niet met hem door zou gaan, werd Wesseling op 22 december 2009 ontslagen door IJsselmeervogels. Het bestuur meende dat er geen draagvlak meer was om door te gaan, mede door enkele conflicten tussen Wesseling en bepalende spelers.
Sinds enige tijd is Wesseling scout voor AFC Ajax.